# Faleula
Faleula, Falula – miejscowość w Samoa, na wyspie Upolu. W 2016 roku liczyło 2668 mieszkańców. Przemysł spożywczy.